# Parque Nacional Narаchanski

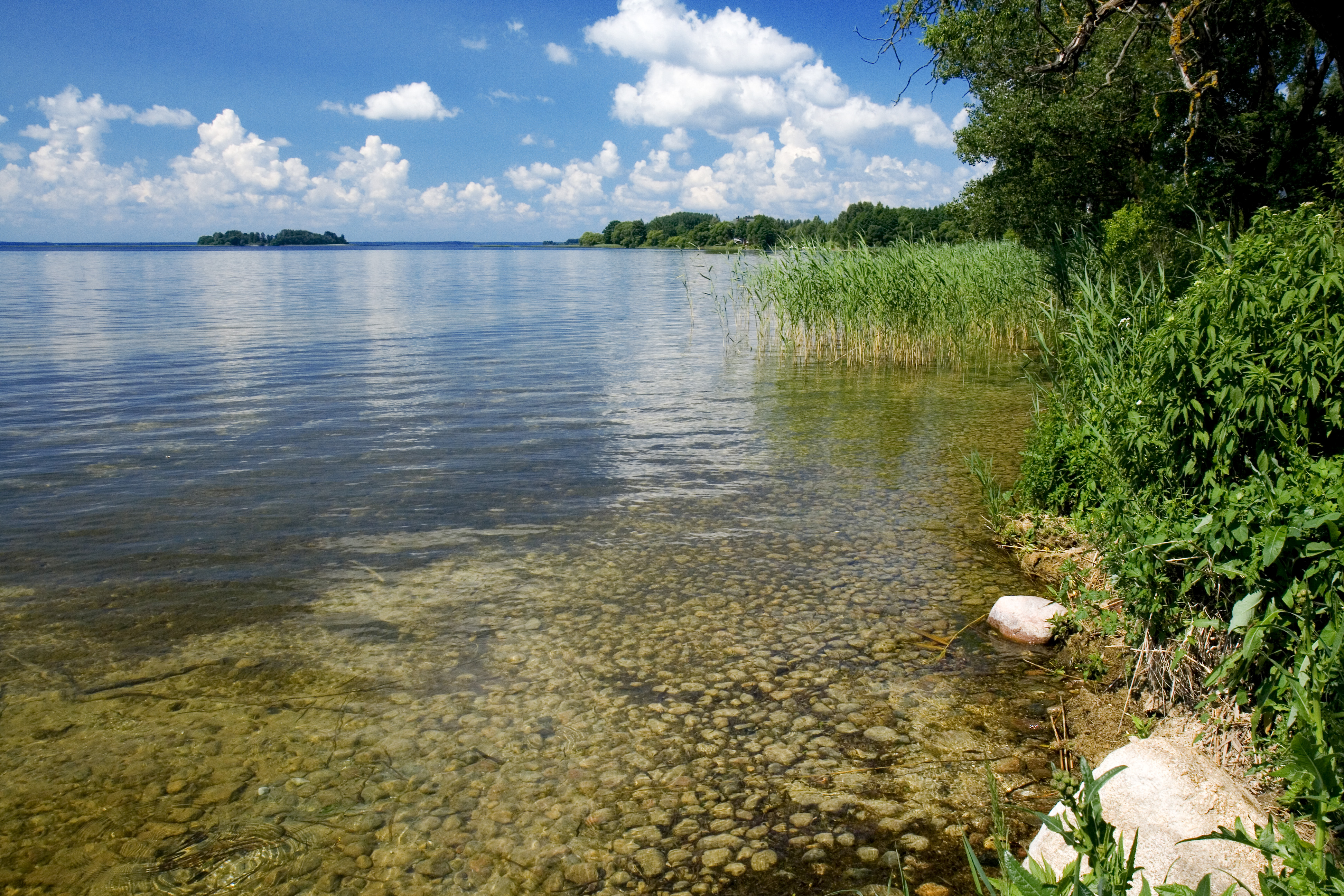
Vista do parque

O Parque Nacional Narаchanski (Narochansky) (em bielorrusso:  Нарачанскі, Naračanski; Russian, Naročanskij) é um parque nacional da Bielorrússia que leva o nome do Lago Narach. Foi criado no dia 28 de julho de 1999 e cobre uma área de mais de 87 mil hectares. As espécies de mamíferos que habitam o parque incluem o veado vermelho, o cão-guaxinim, o texugo europeu, a marta e a lontra; as espécies de peixes existentes incluem a dourada brama, a dourada bjoerkna e a carpa cruciana. O parque nacional também inclui 218 outras espécies de aves, como o abetouro, a águia - pesqueira e o grou comum.